# Dolianova
Dolianova – miejscowość i gmina we Włoszech, w regionie Sardynia, w prowincji Sud Sardynia. Graniczy z San Nicolò Gerrei, Sant'Andrea Frius, Serdiana, Sinnai, Soleminis i Villasalto.
Według danych na rok 2004 gminę zamieszkiwały 7483 osoby, 89,1 os./km².